# RAB14
RAB14‏ (RAB14, member RAS oncogene family) هوَ بروتين يُشَفر بواسطة جين RAB14 في الإنسان.